# Glay
Glay (japanska: グレイ) är ett j-rockband från Hakodate på Hokkaido i Japan. Bandet bildades av gitarristen Takuro och sångaren Teru under högstadiet år 1988. Glay komponerar främst musik inom rock och pop, men har också skapat musik med influenser av reggae och gospel. Även om bandet är i princip okända utanför Asien, är de ett av de mest framgångsrika banden i japansk musikhistoria. De har sålt över 36 miljoner album och singlar i bara Japan, vilket gör dem till Japans sjunde mest sålda musikgrupp.

## Medlemmar

### Huvudsakliga medlemmar
- Takuro: riktigt namn Takuro Kubo: gitarr (skriver majoriteten av låtarna)
- Teru: riktigt namn Teruhiko Kobashi: sång
- Jiro: riktigt namn Yoshihito Wayama: bas
- Hisashi: riktigt namn Hisashi Tonomura: gitarr

Alla medlemmar är födda i Hakodate förutom Hisashi som är född i Hirosaki, Aomori.

### Före detta medlemmar och stödmedlemmar
- Yuta: riktigt namn Yuta Saitou: keyboard (2004 – idag)
- Toshi: riktigt namn Toshimitsu Nagai: trummor (1995 – idag)
- Sakuma: riktigt namn Masahide Sakuma: gitarr, keyboard, produktion (mitten av 1994 – idag)
- Shige: riktigt namn Shigeo Komori: keyboard (1998 – 2004)
- D.I.E.: riktigt namn Daijiro Nozawa : keyboard (1995 – 1998)
- Nobumasa: trummor (1994 – 1995)
- Akira: trummor (1993 – 1994)

## Diskografi

### Album
| Nummer | Namn                             | År   |
| ------ | -------------------------------- | ---- |
| 1      | 灰とダイヤモンド(Hai to Diamond) | 1994 |
| 2      | Speed Pop                        | 1995 |
| 3      | Beat Out!                        | 1996 |
| 4      | Beloved                          | 1996 |
| 5      | Pure Soul                        | 1998 |
| 6      | Heavy Gauge                      | 1999 |
| 7      | One Love                         | 2001 |
| 8      | Unity Roots and Family, Away     | 2002 |
| 9      | The Frustrated                   | 2004 |
| 10     | Love is Beautiful                | 2007 |